# Отеро (округ, Колорадо)
Шаблон:StateAbbr_ 37°54′ пн. ш. 103°43′ зх. д. / 37.9° пн. ш. 103.71° зх. д.
Округ Отеро (англ. Otero County) — округ (графство) у штаті Колорадо, США. Ідентифікатор округу 08089.

## Історія
Округ утворений 1889 року.

## Демографія
За даними перепису
2000 року
загальне населення округу становило 20311 осіб, зокрема міського населення було 12741, а сільського — 7570.
Серед мешканців округу чоловіків було 9926, а жінок — 10385. В окрузі було 7920 домогосподарств, 5473 родин, які мешкали в 8813 будинках.
Середній розмір родини становив 3,04.
Віковий розподіл населення поданий у таблиці:
| Стать    | До 15 років | 15-21 | 22-29 | 30-39 | 40-49 | 50-65 | 65-85 | Понад 85 |
| -------- | ----------- | ----- | ----- | ----- | ----- | ----- | ----- | -------- |
| Чоловіки | 2283        | 1157  | 851   | 1179  | 1453  | 1595  | 1275  | 133      |
| Жінки    | 2105        | 1088  | 845   | 1258  | 1471  | 1684  | 1603  | 331      |

## Суміжні округи
- Кроулі — північ
- Кайова — північний схід
- Бент — схід
- Лас-Анімас — південь
- Пуебло — захід

## Виноски
1. ↑  U.S. Decennial Census. United States Census Bureau. Архів оригіналу за 19 липня 2018. Процитовано 10 червня 2014.
2. ↑  Historical Census Browser. University of Virginia Library. Архів оригіналу за 30 травня 2019. Процитовано 10 червня 2014.
3. ↑  Population of Counties by Decennial Census: 1900 to 1990. United States Census Bureau. Архів оригіналу за 31 липня 2014. Процитовано 10 червня 2014.
4. ↑  Census 2000 PHC-T-4. Ranking Tables for Counties: 1990 and 2000 (PDF). United States Census Bureau. Архів оригіналу (PDF) за 18 грудня 2014. Процитовано 10 червня 2014.
5. ↑  State & County QuickFacts. United States Census Bureau. Архів оригіналу за 6 червня 2011. Процитовано 11 лютого 2014.(англ.) Наведено за англійською вікіпедією.
6. ↑  American FactFinder. Бюро перепису населення США. Архів оригіналу за 26 лютого 2012. Процитовано 31 січня 2008.

| США | Це незавершена стаття з географії США. Ви можете допомогти проєкту, виправивши або дописавши її. |